# Alfred Hrdlicka

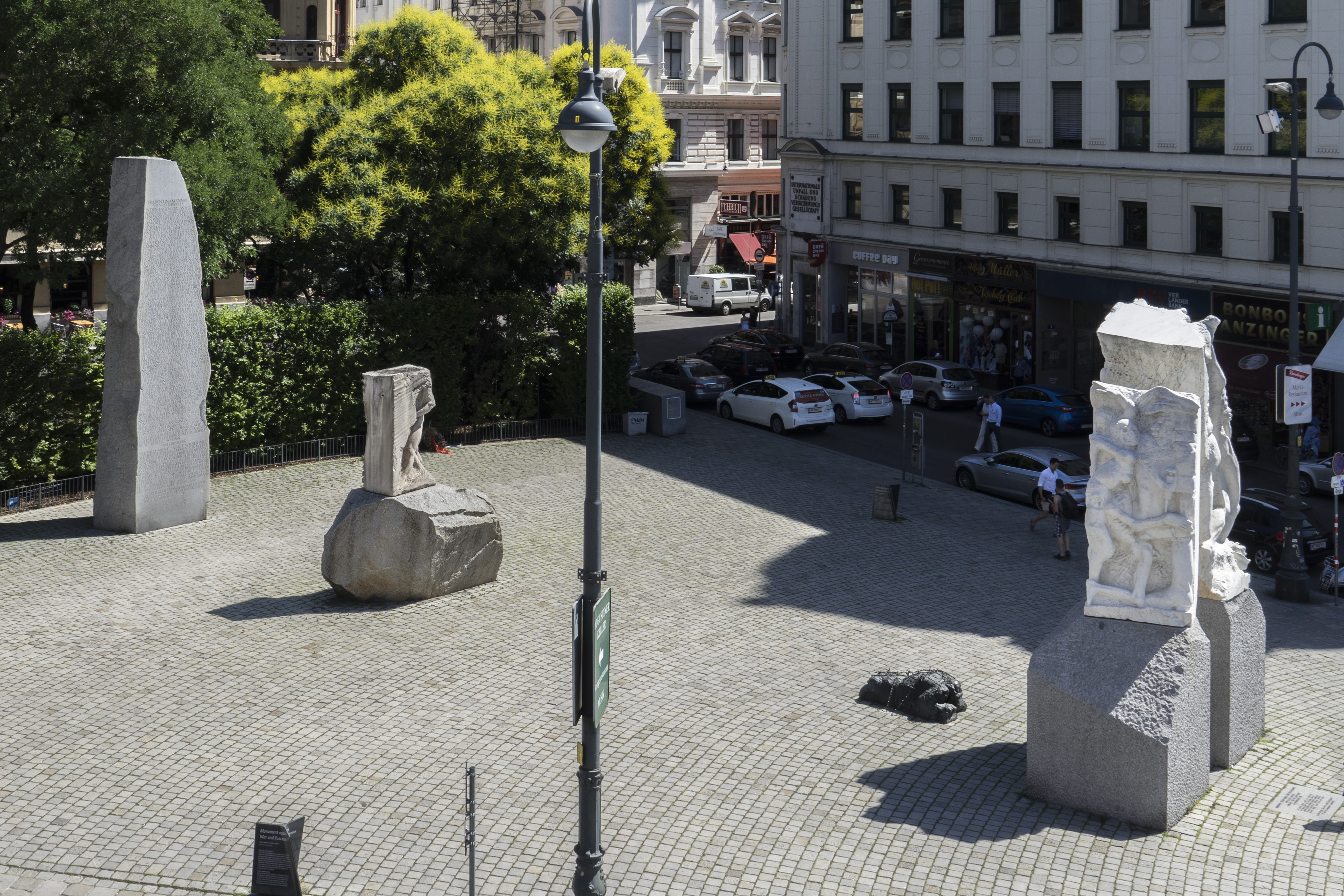
Mahnmal gegen Krieg und Faschismus, Viena, Albertinaplatz.

Alfred Hrdlicka [ˌalfʁeːt ˈhʁdlɪtʃka] (Viena, 27 de febrero de 1928 - 5 de diciembre de 2009) fue un escultor, dibujante, pintor y artista austriaco de origen checo. Fue un conocido militante contra la guerra, la violencia y el fascismo, pensamiento que influyó en la temática de sus obras.

## Biografía
Tras prepararse como técnico dental entre 1943 y 1945, Hrdlicka estudió pintura hasta 1952 en la Academia de Bellas Artes de Viena, bajo las enseñanzas de Albert Paris Gütersloh y Josef Dobrowsky. Posteriormente estudió escultura hasta 1957, educado por Fritz Wotruba. En 1960 tuvo su primera exhibición en Viena; en 1964 adquirió fama mundial tras representar a Austria en la exhibición Biennale de Venecia.
En 2008, la exposición titulada "Religión, carne y poder" causó polémica entre grupos católicos, quienes tildaron algunas de las obras como blasfemas. Realizada en el museo de la catedral de San Esteban en Viena, la exposición presentaba cuadros que mostraban imaginería bíblica mezclada con temáticas homosexuales.
Hrdlicka falleció el 5 de diciembre de 2009 a los 81 años de edad. La noticia fue dada a conocer por Ernst Hilger, propietario de una galería de arte, al diario Die Presse.

## Trabajos (selección)
- Roll over Mondrian. Aguafuerte, 1967.
- Monumento a Friedrich Engels en Wuppertal, 1981.
- Gegendenkmal en la Stephansplatz de Hamburgo, 1985/86.
- Mahnmal gegen Krieg und Faschismus (memorial en contra de la guerra y el fascismo) en Viena. Escultura, 1988-91.